# Nela Lee

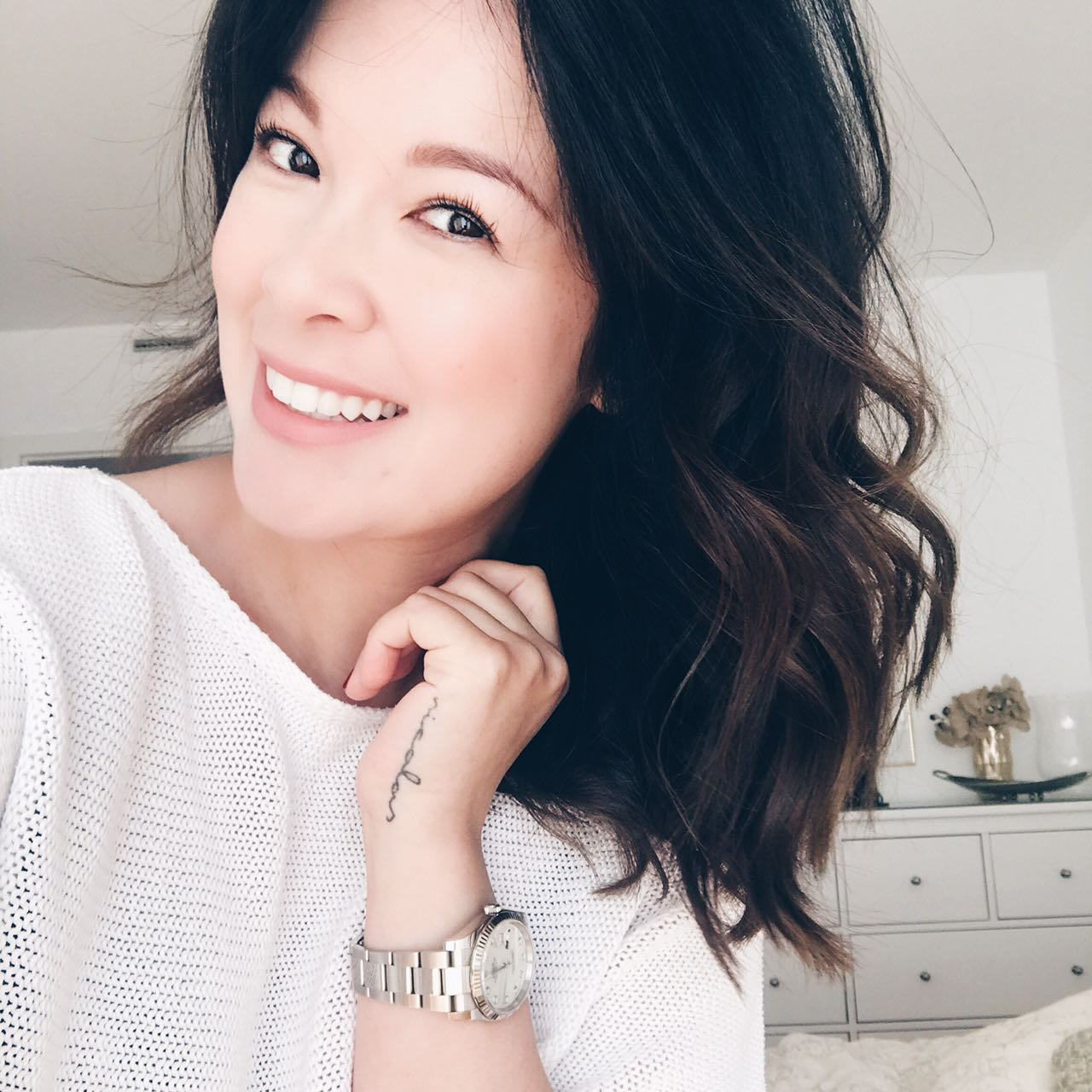
Nela Lee (2021)

Nela Lee (* 28. Mai 1980 in Tettnang, Baden-Württemberg als Daniela Panghy, auch bekannt unter dem früheren Künstlernamen Nela Panghy-Lee) ist eine deutsche Moderatorin und Schauspielerin südkoreanischer und ungarndeutscher Abstammung. Bekannt wurde sie als Moderatorin verschiedener Sendungen des Musiksenders VIVA von 2004 bis 2005 und des Lifestyle-Magazins taff von 2009 bis 2014 auf ProSieben. Von 2013 an betrieb Lee einen YouTube-Kanal, der jedoch seit Juli 2021 nicht mehr bedient wird.

## Leben
Nela Lee ist die Tochter eines ungarndeutschen Aussiedlers und einer koreanischen Krankenschwester, die sich Ende der 1970er Jahre in Deutschland kennenlernten. Lee wuchs in Tettnang auf, wo sie nach der Grundschule Manzenberg das Montfort-Gymnasium besuchte. Neben der Schule nahm sie Klavierunterricht bei dem Komponisten und Konzertpianisten Ivan Shekov.
Nach dem Abitur am Montfort-Gymnasium Tettnang im Jahr 2000 studierte Lee bis 2004 zunächst Soziologie an der Otto-Friedrich-Universität Bamberg und absolvierte Praktika bei einer PR-Agentur und beim Radio. Nach vier Semestern und bestandenem Vordiplom im Nebenfach Betriebswirtschaftslehre wechselte sie den Studiengang und studierte Germanistik und Journalistik.
Nach Beginn ihrer Moderatorentätigkeit beim Fernsehsender VIVA folgte sie diesem im Jahr 2005 mit einem Umzug von Köln nach Berlin. Mit ihrem Engagement bei ProSieben zog sie 2009 nach München und eröffnete mit Geschäftspartnern in ihrer Heimatstadt Tettnang das Café „BÄRLIN“.
Von 2002 bis 2013 trat sie unter dem Künstlernamen Nela Panghy-Lee auf. Seit Ende 2013 nennt sie sich nur noch Nela Lee.
Lee ist evangelisch und heiratete am 7. Februar 2015 ihren damaligen Lebensgefährten Christian Kalusche. 2016 wurde sie Mutter eines Sohnes und lebt seit 2019 mit ihrer Familie in Bukarest in Rumänien.

## Moderation

### Fernsehen
Im Jahr 2000 nahm Lee an einem Moderationsworkshop von VIVA teil, 2002 machte sie als Co-Moderatorin der McClip Show bei dem Musiksender erste Erfahrungen vor der Fernsehkamera.
Ab 2004 arbeitete sie als feste Moderatorin für VIVA, wo sie zunächst durch Interaktiv, später durch weitere Formate wie Star Search – Das Magazin, Interaktiv in School und das Lifestyle-Magazin Inside führte. Ab Anfang 2005 präsentierte sie bei VIVA die Sendungen Neu und Download Top 20 sowie weitere Chart-Shows. Zudem war sie ab April als Moderatorin für VIVA Club Rotation in der Dance-Szene unterwegs. Noch im selben Jahr endete ihr Arbeitsverhältnis bei VIVA.
Lee moderierte von 2005 bis 2006 Fun Factory, eine sogenannte „kreative Mitmachshow“, die zunächst bei ZDFtivi und dann im KiKA ausgestrahlt wurde.
Zur Fußball-Weltmeisterschaft 2006 präsentierte sie im ZDF in Zusammenarbeit mit dem Goethe-Institut das neue, interaktive Format Global Player.
Am 18. Oktober 2007 präsentierte Lee die erste deutsche Nickelodeon-Kids’-Choice-Awards-Verleihung des Senders Nick. Dort moderierte sie mit Bürger Lars Dietrich Alles Nick!.
2007 moderierte Lee in verschiedenen Städten – unter anderem in Berlin, Duisburg, Leipzig und Bremen – das Projekt „Starke Typen“ unter der Schirmherrschaft von Ralf Moeller. Mit dem Projekt soll Kindern in sozialen Brennpunkten eine positive Lebenseinstellung vermittelt werden. Gemeinsam mit Moeller besuchte sie Schulen und stellte sich den Fragen der Schülerinnen und Schüler.
Vom 6. Mai 2009 bis Juni 2014 war Lee Moderatorin des Boulevardmagazins taff auf ProSieben, oft in Doppelmoderation mit Daniel Aminati oder Thore Schölermann.
Am 14. Juni 2009 und am 23. Mai 2010 moderierte sie im ZDF zusammen mit Horst Lichter die Aftershow Promi-Party der Wetten, dass..?-Sommerausgabe auf Palma. Seit dem 26. September 2009 moderierte sie jeden Samstag mit Marcus Werner die Spielegalaxie.
Seit dem 4. Dezember 2010 moderierte Lee Das Haus Anubis rockt Nick Talent, eine Castingshow für Kinder mit musikalischem Talent. Am 20. September 2012 moderierte Nela Lee das Live-Finale der zehnten Staffel des ProSieben-Castingformats Popstars, nachdem sie bereits zuvor federführend in die ProSieben.de-Onlinedokumentation der Entscheidungsshows auf Ibiza involviert gewesen war.
Im Jahr 2013 moderierte sie die Gameshow Clash!Boom!Bang! auf ProSieben in der Samstags-Late-Primetime. Hier duellierten sich zwei Prominente, indem sie Teams aus zuvor beispielsweise auf der Straße rekrutierten Passanten in Spielen gegeneinander antreten ließen.
Die zweite Staffel des Castingformats The Voice Kids moderierte sie 2014 zusammen mit Thore Schölermann auf Sat.1. Im Juni 2014 verkündete sie ihren Weggang von ProSiebenSat.1 Media und ging zu RTL Television, wo sie im Jahr 2014 die Moderation der ersten Staffel der Datingshow Adam sucht Eva – Gestrandet im Paradies übernahm. 2016 nahm sie an der Sendung Jungen gegen Mädchen teil.

### Online
Im Rahmen des ZDF-Online-Angebots führte Lee seit 2007 u. a. in Vertretung von Mirjam Weichselbraun die Backstage-Interviews mit den Gästen der Wetten, dass..?-Sendung, u. a. mit Robbie Williams, John Cusack, The Black Eyed Peas, Nicolas Cage und Lady Gaga. Oft geteilt, gezeigt und besonders auf YouTube sehr bekannt ist das Interview mit Hape Kerkeling als Uschi Blum. Ebenfalls für ZDF-Online war sie bei der Verleihung der Goldenen Kamera und beim SWR3 New Pop Festival tätig, bei welcher sie u. a. Joe Cocker und Robert De Niro interviewte.
Februar 2009 startete Your Chance, das Online-Castingportal der UFA Film & TV Produktion GmbH, das von Lee präsentiert wurde. Als Moderatorin trat sie für mehrere Your-Chance-Spots vor die Kamera und lieh der Castingplattform ihr Gesicht.
Am 1. März 2013 moderierte sie das von MyVideo live ausgestrahlte Web-Event Last Man Standing, in welchem zwei Gruppen deutscher Let’s Player in diversen Spielen gegeneinander antraten. Am 30. November 2013 folgte ein zweiter Teil.
Am 23. März 2013 moderierte sie das ebenfalls von MyVideo live ausgestrahlte und von Pokerstars.de präsentierte Web-Event Let’s Play Poker, bei dem acht Let’s Player und ein Wildcard-Gewinner um ein Preisgeld pokerten, das im Anschluss einer wohltätigen Organisation gespendet wurde. Es folgten ein zweiter Teil am 29. Juni 2013 und ein dritter Teil am 19. Oktober 2013.
Im Oktober 2013 startete Lee ihren eigenen YouTube-Kanal NelaLeeOfficial, auf dem sie seitdem dreimal pro Woche Videos veröffentlicht. Dort besitzt sie eine Reichweite von über 127.000 Abonnenten sowie rund 7,5 Millionen Videoaufrufen (Stand: Mai 2022). Ab Dezember 2014 war sie Partnerin von Mediakraft Networks. Seit 2016 ist sie in keinem Netzwerk mehr.
Nela Lee moderierte zusammen mit Dominik Porschen die Videodays 2014 in Köln in der Lanxess-Arena und 2015 in Berlin. Auf der Veranstaltung treffen YouTube-Künstler auf ihre Zuschauer, geben Autogramme und treten im Rahmen einer großen Bühnenshow auf.

### Gastauftritte und Diverses
Am 14. März 2009 und am 2. November 2013 war sie prominenter Gast von Johann Lafer und Horst Lichter in der ZDF-Kochshow Lafer! Lichter! Lecker!
Seit Ende 2011 ist Nela Lee immer wieder in Zusammenhang mit dem koreanischen K-Pop bei ProSieben zu sehen, wo sie als Halbkoreanerin dem deutschen Fernsehpublikum online und im TV das Phänomen der Koreanischen Welle näherzubringen versucht.
Im April 2013 war sie Gast in einer interaktiven Webcam-Gameshow Web vs. Promi des KiKA, bei der sie in mehreren über das Web ausgetragenen Spielen gegen vier Zuschauer-Kinder den Sieg errang und ihren Gewinn Kinderschutzengel e. V. spendete.
Im April 2015 nahm sie am VOX Format Promi Shopping Queen auf Mallorca teil und holte den Titel.

## Auszeichnungen
Im Januar 2015 gewann Nela Lee für ihre YouTube-Aktivitäten bei den melty Future Awards in Paris die Auszeichnung in der Kategorie „Cool is Everywhere – Deutschland“. Auf den Videodays 2015 in Berlin gewann Nela Lee mit ihrem YouTube-Kanal den PlayAward in der Kategorie „Beauty, Lifestyle, Fashion“.

## Schauspiel
2007 debütierte Lee in der ZDF-Telenovela Wege zum Glück als Schauspielerin. Dort spielte sie in den Folgen 345 bis 379 sowie 397 bis 399 die Rolle der Jane Sakamoto, Ex-Assistentin von Helena Bernstein. Im gleichen Jahr spielte sie in dem 2009 erschienenen Kinofilm Mord ist mein Geschäft, Liebling die Killerin Mercedes.

## Ökologisches Engagement
Seit 2012 ist Nela Lee Botschafterin der GreenSeven-Kampagne von ProSieben, welche für nachhaltige Lebenskonzepte wirbt.
Sie sprach das am 25. September 2012 erschienene PETA-Video, welches für den Veganismus wirbt. Mittlerweile ist Nela Lee keine Veganerin mehr.

## Soziales Engagement
Lee engagiert sich für den Berliner Verein Kinderschutzengel e. V., der es sich nach eigenen Angaben u. a. zum Ziel gesetzt hat, „schwerkranken und bedürftigen Kindern den Krankenhausaufenthalt zu erleichtern, ihnen die Angst vor Operationen, Untersuchungen und medizinischen Geräten zu nehmen und ihre Einsamkeit zu lindern“.
Zusammen mit den anderen Gesichtern des Senders ProSieben wirbt sie seit 2012 im Rahmen des Tolerance Day für mehr Toleranz in der deutschen Gesellschaft. Diese Initiative wird durch Programminhalte sowie Kurzclips unterstützt.